# Hero Elementary
«Hero Elementary» — канадсько-американський анімаційний телесеріал, створений Twin Cities PBS і Portfolio Entertainment.

## Історія створення
У серіалі беруть участь різноманітні студенти «Іскрових екіпажів» — Лучіта Скай, Дж. Дж. Джейдс, Сара Снап та Бенні Бубблз, які готуються до супергероїв своїм вигадливим та захопленим викладачем містером Спарком. Разом студенти працюють як команда, використовуючи власні унікальні наддержави, а також «Супердержави науки», щоб допомогти людям, вирішити проблеми та спробувати зробити світ кращим. Зараз серіал випускається протягом 40 півгодинних епізодів, кожен з яких містить по два сегменти.